# جرينشيلدز، ألبرتا
جرينشيلدز، هي قرية صغيرة في وسط ألبرتا، كندا داخل مقاطعة وينرايت رقم 61 .  تقع على 4 كيلومتر (2.5 ميل) شرق الطريق السريع 41، ما يقرب من 74 كيلومتر (46 ميل) جنوب غرب لويدمينستر.